# ハーニー郡 (オレゴン州)
ハーニー郡（英: Harney County）は、アメリカ合衆国オレゴン州に属する郡の一つ。オレゴン州東部8州の一つである。1889年に設立された。郡の名称は、ブタ戦争に参加し太平洋岸北西部でその名を轟かせた陸軍士官ウィリアム・S・ハーニーに由来する。2000年における郡の人口は7,609人であった。オレゴン州の郡としては最大の面積を有する。

## 歴史
ルイス・クラーク探検隊が活動していた頃、この地では先住民族が生活を営んでいた。彼らは北部パイユート族といった。テニノ族やワスコ族と戦った部族である。ピーター・スキーン・オグデンはこの地を探検した最初のヨーロッパ人であった。オグデンは1826年、ハドソン湾会社の毛皮旅団を引き連れている最中にこの地を訪れた。
ハーニー郡は1889年2月25日、グラント郡の南部2/3の領土から分郡し成立した。武装した夜間騎手が郡の重要書類をハーニーからバーンズへ密かに運び出してしまうなど熾烈な政治闘争が巻き起こった末、1890年にバーンズが郡庁所在地の座を勝ち取った。
マルヒュア川インディアン居留地が大統領命令で創設されたのは1871年5月14日のことだった。オレゴン州にいた北部パイユート族は、この居留地へと収容された。北部パイユート族の子孫は、連邦政府によって認知された部族社会「バーンズ・パイユート族」を築いた（現在の人口は341人）。そのうち35.5%以下の人々が、バーンズ近郊の「バーンズ・パイユート・インディアン・コロニー」で生活している。現在、部族の経済は、オールド・キャンプ・カジノという小さなカジノと、現地の農場経営者への不動産賃貸によって支えられている。

## 経済
伝統的にハーニー郡の経済は、放牧、牧羊、材木の三産業によって支えられている。鉄道が1883年にハーニー郡に延伸し、一時は家畜産業を潤したものの、同時に多くの農業従事者や牧羊従事者をこの地へ呼び込んだことから産業間競争が激化し、後には家畜産業が衰退するに至った。野生の馬を捕獲・飼育する産業は、一時期多くの富をもたらした。ハーニー郡はグラント郡とともに、国内最大のポンデローサ松の森を有している。狩猟、キャンプ、魚釣りを楽しめる場所が豊富にあることから、レクリエーション活動が重要な産業として急速に成長しつつある。
1862年から1934年まで、郡の領土はホームステッド（不動産税免除）の対象となっていたが、現在においても連邦土地管理局は郡内に総面積の62%にあたる300万エーカー（12,000 km2）もの土地を所有している。全国に適用された1894年のケイリー法（Carey act）の後押しを受け、ハーニー郡の乾燥した土地が灌漑と入植のために州へ譲渡された。しかし、水資源開発の試みはすべて失敗に終わり、しまいには開墾法の下で申請された土地請求はすべて放棄もしくは取り消された。マルヒュア国立野生動物保護区が1908年に設置され、1936年に区域が拡大した。現在では保護区の面積は159,872エーカー（647 km2）もの規模に上っている。ホウ砂がスティーンズ山の地域で採掘されているほか、ウランが同地域南部で採掘されている。

## 政治
東オレゴンの他の郡と同じく、ハーニー郡においても有権者の大半が共和党の支持者である。2008年の大統領選挙の時には、ハーニー郡の70,45%の有権者が共和党のジョン・マケインに投票し、25.79%が民主党のバラク・オバマに投票し、3.73%が第三政党もしくはwrite-in-candidateに投票した。この値は2004年の大統領選挙の時と比べると若干民主党への支持へと移行している。2004年の時には76%が共和党のジョージ・W・ブッシュ、22.7%が民主党のジョン・ケリー、1.3%が第三政党もしくはwrite-in-candidateに投票していた。

## 地理
アメリカ合衆国国勢調査局によると、ハーニー郡の総面積は26,486 km2（10,226 mi2）で、その内26,248 km2（10,134 mi2）が陸地、0.90%にあたる239 km2（239 mi2）が水地（その殆どがマルヒュア湖）である
ハーニー郡はオレゴン州最大の郡であり、アメリカ合衆国全体を見渡しても第9位の面積を誇る郡である（アラスカ州のboroughと国勢調査地域を除く）。
スティーズ山はハーニー郡の地理で最も重要な要素であり、その高さは海抜9,700フィート (3,000 m)に上る。スティーンズ山の東麓にはアルボード湖やマン湖などの湖が連なる。スティール山地帯の範囲は数マイルに及ぶが、その他の地域は非常に平たい。郡の南東にはアルボード砂漠が広がり、オレゴン州で最も乾燥した地域になっている。北方にはハーニー盆地が広がり、盆地内にはマルール湖やハーニー湖が存在する。

### 隣接郡
- レイク郡 - 西
- デシューツ郡 - 北西
- クルック郡 - 北西
- グラント郡 - 北
- マルヒュア郡 - 東
- ハンボルト郡 - 南
- ワショー郡 - 南西

### 国立保護地域
- マルヒュア国立森林公園（一部）
- マルヒュア国立野生動物保護区
- オーココ国立森林公園（一部）

## 人口動態
2000年の国勢調査では、郡の人口は7,609人で、3,036世帯、2,094家族が暮らしていた。人口密度は1/mi2（0/km2）だった。0/sq mi（0/km2）の平均密度に3,533軒の住宅が建っている。人種構成は、白人91.93%、アジア系0.51%、アフリカン・アメリカン3.97%、先住民3.97%、太平洋諸島系0.07%、その他の人種1.30%、および混血2.09%である。人口の4.15%はヒスパニックまたはラテン系だった。先祖構成はドイツ系21.1%、アメリカ系11.1%、アイルランド系10.3%、9.7%イングランド系である。
規模は小さいがスペイン系のバスク集落がある。
郡民の75%は市制化しているバーンズまたはハインズの地域で暮らしている。非法人地域ではクレーンが唯一人口が集中する地域であり、郡人口の7%以下を抱える。ローウェンとライリーは人口0の無人地域である。その他の地域では郡全体に及び、人々がまばらに散在して生活しており、そのほとんどは大規模な農場を所有している。
3,036世帯のうち、29.40%が18歳未満の子供と一緒に生活しており、58.00%は夫婦で生活している。6.80%は未婚の女性または寡婦が世帯主であり、31.00%は結婚していない。25.90%は1人以上の独身の居住者が住んでおり、10.20%は65歳以上で独身である。1世帯の平均人数は2.45人であり、結婚している家庭の場合は、2.94人である。
郡内の住民は26.00%が18歳未満の未成年、18歳以上24歳以下が6.40%、25歳以上44歳以下が26.60%、45歳以上64歳以下が26.10%、および65歳以上が15.00%にわたっている。中央値年齢は40歳である。女性100人ごとに対して男性は102.90人である。18歳以上の女性100人ごとに対して男性は98.20人である。
この都市の世帯ごとの平均的な収入は30,957米ドルであり、家族ごとの平均的な収入は36,917米ドルである。男性は27,386米ドルに対して女性は21,773米ドルの平均的な収入がある。この地域の一人当たりの収入 (per capita income) は16,159米ドルである。人口の11.80%および家族の8.60%は貧困線以下である。全人口のうち18歳未満の12.70%および65歳以上の13.90%は貧困線以下の生活を送っている。

## 共同体

### 市
- バーンズ
- ハインズ

### 非法人共同体
| - アンドリューズ - ブキャナン - クレーン - ダイアモンド - ドリュージー | - ダニーン - フィールズ - フレンチグレン - フロストミル - ハーニー | - インディアンビレッジ - ローウェン - ナローズ - プリンストン - ライリー | - サンテックス - トラウトクリーク - ヴァン - ベナター - ボルテージ | - ワゴンタイヤ - ホワイトホースランチ |